# Dogna
Dogna (in friulano Dogne, in sloveno Dunja) è un comune italiano di 145 abitanti in Friuli-Venezia Giulia.

## Geografia fisica
Il paese si trova nel Canal del Ferro, zona montuosa del Friuli-Venezia Giulia, di cui è il comune più piccolo. L'abitato è dominato a Ovest dal monte Zuc dal Bôr (2.195 m), a Nord dallo Jôf di Dogna (1.961 m) e a Est dallo Jôf di Montasio.

## Storia

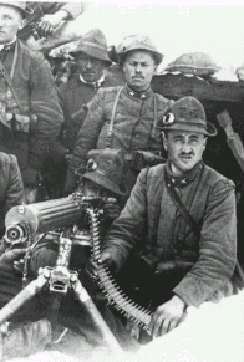
Alpini in Val Dogna durante la grande guerra

Le origini del paese sono sconosciute; sappiamo però che nei secoli VII-VIII la vallata venne popolata dalle tribù slave (il nome Dogna deriva da Dolenja, Dolnja, che in slavo significa "posta in basso"). Il paese fu gravemente danneggiato dai bombardamenti nel corso della prima guerra mondiale, ed è stato quasi completamente ricostruito; il paesaggio della Val Dogna è stato però compromesso dal viadotto della strada statale 13 Pontebbana che, sopraelevato, passa quasi sopra le case dell'abitato.
In seguito al ritrovamento, alcuni anni fa, delle impronte di un Fitosauro del Norico è stata allestita nel capoluogo l'interessante mostra il triassico della Valcanale.

## Società

### Evoluzione demografica
Abitanti censiti

### Lingue e dialetti
A Dogna, accanto alla lingua italiana, la popolazione utilizza la lingua friulana. Ai sensi della deliberazione n. 2680 del 3 agosto 2001 della Giunta della Regione autonoma Friuli-Venezia Giulia, il Comune è inserito nell'ambito territoriale di tutela della lingua friulana ai fini della applicazione della legge 482/99, della legge regionale 15/96 e della legge regionale 29/2007.
La lingua friulana che si parla a Dogna rientra fra le varianti appartenenti al friulano centro-orientale.

## Geografia antropica

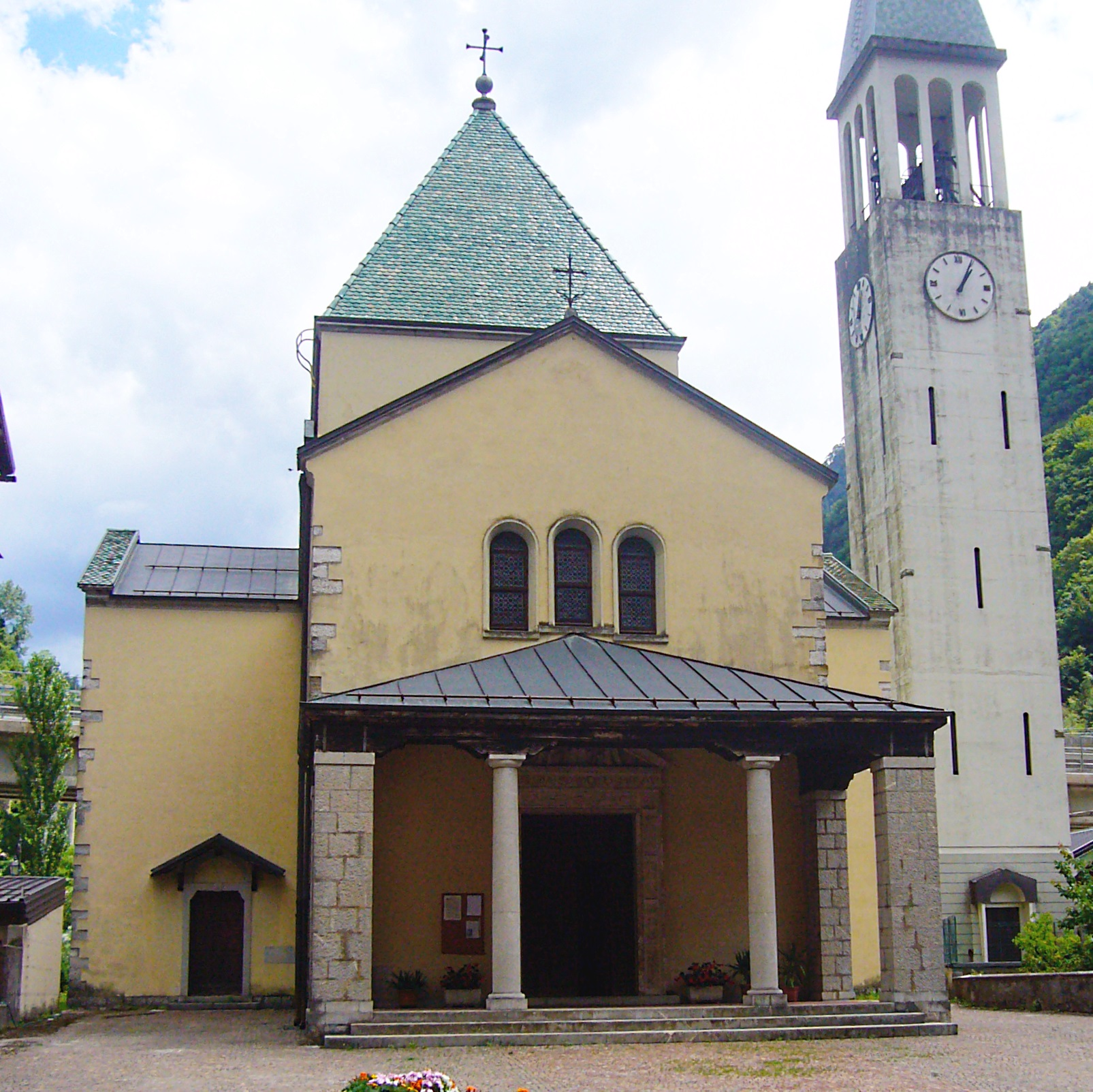
La chiesa parrocchiale

Il comune è composto da molte piccole borgate sparse a raggiera intorno al capoluogo; molte di queste borgate hanno nome Chiout che significa "luogo chiuso, recintato, protetto" (in friulano infatti il Cjôt è il porcile). I borghi ancora abitati sono:
- Balador
- Chioutdipuppe
- Chioutmartin
- Chioutpupin
- Chioutzuquin
- Piccolcolle
- Plagnis
- Porto
- Prerit
- Prerit di Sopra
- Roncheschin
- Saletto
- Vidali
- Visocco

Ci sono altri 3 borghi abitati saltuariamente da villeggianti:
- Pleziche
- Chiout
- Costasacchetto
- Chiout Goliz
- Coronis

## Infrastrutture e trasporti

### Ferrovie
Nel 1879 Dogna fu raggiunta dalla ferrovia Udine-Tarvisio sulla cui linea era presente la primitiva stazione chiusa nel 1935 e sostituita con una nuova, che fu dismessa nel 1995 insieme alla linea a seguito del raddoppio; il tracciato è convertito a pista ciclabile, mentre il fabbricato viaggiatori è adibito ad altri usi.